# Du Bus
Du Bus, ook du Bus de Gisignies en du Bus de Warnaffe, is een notabele en vanaf de negentiende eeuw adellijke Belgische familie.

## Genealogie
- François du Bus (1790), x Marie de Baudrenghien
  - Pierre-Ignace du Bus (1756-1785), x Thérèse Vuylsteke (1754-1782), vrouw van Gisignies
    - Léonard du Bus de Gisignies (zie hierna)

  - François-Joseph du Bus 1757-1835), x Marie Philippartt (1761-1850)
    - Léonard-Edmond du Bus (1802-1868), gemeenteraadslid van Doornik, provincieraadslid voor Henegouwen, x Virginie Blecher (1810-1879)
      - François du Bus (zie hierna)
      - Edmond du Bus de Warnaffe (zie hierna)
      - Paul du Bus de Warnaffe (zie hierna)
      - Léon du Bus de Warnaffe (zie hierna)

## Léonard du Bus de Gisignies
- burggraaf Leonard du Bus de Gisignies (1780-1849), gouverneur-generaal van Nederlands-Indië x Maria-Anne De Deurwaerder (1783-1836), xx Marie-Antoinette van der Gracht (1779-1864).
  - burggraaf Bernard Amé du Bus de Gisignies (1808-1874) x Petronilla Truyts (1801-1886).
    - burggraaf Bernard du Bus de Gisignies (1832-1917) x Henriette Mosselman du Chenoy (1855-1898).
      - Isabelle du Bus de Gisignies (1874-1912) x graaf Maximilien de Renesse (1867-1951)

    - burggraaf Chrétien-Bernard du Bus de Gisignies (1845-1883) x Ursula Truyts (1850-1930)
      - Godelieve du Bus de Gisignies (1882-1976) x graaf Maximilien de Renesse (1867-1951)

  - burggraaf Albéric du Bus de Gisignies (1810-1874)

## François du Bus
François Edmond du Bus (Doornik, 6 oktober 1836 - Denée, 2 februari 1910) werd benedictijn in de abdij van Maredsous onder de naam dom André.
Hij werd in 1873, samen met zijn drie broers, in de Belgische adel opgenomen.

## Edmond du Bus de Warnaffe
Edmond François Marie Joseph du Bus de Warnaffe (Doornik, 28 juni 1838 - 18 juli 1907), doctor in de rechten en advocaat, kreeg vergunning in 1896 om de Warnaffe aan de familienaam toe te voegen. In 1873 werd hij opgenomen in de Belgische erfelijke adel. Hij trouwde in 1865 in Doornik met Marie de Formanoir de la Cazerie (1842-1898). Deze tak doofde uit met de dood van Edmond.

## Paul du Bus de Warnaffe
- Paul Louis Octave Joseph du Bus de Warnaffe (Doornik, 7 maart 1840 - Tillet, 31 mei 1912), advocaat, provincieraadslid voor Limburg, kreeg vergunning in 1896 om de Warnaffe aan de familienaam toe te voegen. In 1873 werd hij opgenomen in de Belgische erfelijke adel. Hij trouwde in 1865 in Sint-Joost ten Node met Mathilde Bareel (1842-1912). 
  - Burggraaf Léon du Bus de Warnaffe (1866-1938), senator, volksvertegenwoordiger.
    - Charles du Bus de Warnaffe (1894-1965), volksvertegenwoordiger, minister, met talrijke afstammelingen tot heden.

## Léon du Bus de Warnaffe
Léon Florent François Joseph du Bus de Warnaffe (Doornik, 29 juni 1883 - Brussel, 27 november 1925), kreeg vergunning in 1896 om de Warnaffe aan de familienaam toe te voegen. In 1873 werd hij opgenomen in de Belgische erfelijke adel. Hij trouwde in Doornik in 1879 met Louise Stiénon du Pré (1857-1880) en vervolgens in 1882 in Villers-Agron-Aiguizy met Elisabeth de Lavaux (1852-1922). Hij kreeg vier zonen uit het tweede huwelijk, met afstammelingen tot heden.